# Emil Osann
Emil Osann, född 25 maj 1787 i Weimar, död 11 januari 1842 i Berlin, var en tysk läkare, bror till Gottfried Wilhelm och Friedrich Gottlieb Osann.
Osann bosatte sig i Berlin som praktiserande läkare samt blev 1814 extra ordinarie professor i fysiologi vid medicinsk-kirurgiska militärakademien och 1825 ordinarie professor i farmakologi vid Berlins universitet. År 1833 utnämndes han till direktor för det av Christoph Wilhelm Hufeland inrättade polikliniska institutet, vid vilket han länge varit underläkare. Bland hans skrifter kan nämnas Darstellung der bekannten Heilquellen der vorzüglichsten Länder Europas (1829-32; ny upplaga 1839-43).